# Макаровское (Ивановская область)
Макаровское — село в Лухском районе Ивановской области России, входит в состав Порздневского сельского поселения.

## География
Расположено на берегу речки Усоха (приток Порздни) в 7 км на юго-восток от центра поселения села Порздни и в 26 км на восток от районного центра посёлка Лух.

## История
В 1813 году в селе на средства прихожан была построена каменная Казанская церковь с колокольней, престолов в церкви было 3.
В XIX — первой четверти XX века село входило в состав Порздневской волости Юрьевецкого уезда Костромской губернии, с 1918 года — Иваново-Вознесенской губернии.
С 1935 года село являлось центром Макаровского сельсовета Лухского района Ивановской области, с 1968 года — в составе Порздневского сельсовета, с 2005 года — в составе Порздневского сельского поселения. 

## Население
| 1872 | 1907 | 2002 | 2010 |
| ---- | ---- | ---- | ---- |
| 130  | ↗135 | ↘9   | ↘4   |

## Достопримечательности
В селе расположена недействующая Церковь Казанской иконы Божией Матери (1813).